# ماریوس لیفه
ماریوس لیفه (دانمارکی: Marius Lefèrve; ۴ مهٔ ۱۸۷۵ – ۱۴ مارس ۱۹۵۸) ژیمناست هنری اهل دانمارک بود.